# Абхазско-науруанские отношения
Абхазско-науруанские отношения — двусторонние дипломатические отношения между Республикой Абхазия и Науру. Отношения были установлены между государствами в 2009 году, после российско-грузинской войны 2008 года, когда Абхазия получила частичное международное признание.

## Признание и дипломатические отношения
Государство Науру признало и установило дипломатические отношения с Абхазией 15 декабря 2009 года, почти через десять лет после того, как Абхазия провозгласила свою независимость от Грузии в 1999 году. Договор о признании был подписан в Сухуме между министром иностранных дел Абхазии Сергеем Шамба и главой внешнеполитического ведомства Республики Науру Киреном Кеке.

## Встречи между официальными лицами
Представители Науру присутствовали в качестве наблюдателей на президентских выборах в Абхазии 26 августа 2011 года. 18 сентября 2012 года посол Абхазии в России Игорь Ахба встретился с президентом Науру Спрентом Дабвидо, когда последний посетил Москву и обсудил будущее сотрудничество. 7 ноября 2013 года Ахба встретился в Москве с преемником Дабвидо Бароном Вакой и обсудил соглашения, которые будут подписаны между Абхазией и Науру. 22 августа 2014 года спикер парламента Науру Людвиг Скотти был награждён орденом Ахдз-Апша второй степени исполняющим обязанности президента Валерием Бганба. В период с 18 по 20 апреля 2015 года делегация из Науру посетила Абхазию во главе с вице-президентом Дэвидом Адеангом. В ходе визита обсуждалось подписание трёх соглашений о сотрудничестве и назначение почётного консула Науру в Абхазии. 29 сентября 2016 года во время визита в Абхазию делегации во главе с председателем парламента Науру Кирилом Бураманом обе страны подписали Договор о дружбе и сотрудничестве. Президент Науру Барон Вака совершил визит в Абхазию в ноябре 2017 года. Он был первым, за исключением российского, главой государства посетивший Абхазию после провозглашения её независимости.